# Juno Award/Roots & Traditional Album of the Year – Group
Der Juno Award für das Roots & Traditional Album of the Year – Group wurde von 1996 bis 2016 jährlich im Rahmen der Juno Awards an die beste Musikgruppe im Bereich der Rootsmusik sowie der Traditional Music (damit ist der kanadische Folk gemeint) vergeben. Erstmals wurde er 1996 als Best Roots & Traditional Album - Group vergeben. Seinen aktuellen Namen erhielt er 2003. Vorher gab es den Juno Award/Best Roots and Traditional Album, der sowohl Gruppen als auch Solokünstler umfasste.
2016 wurden die beiden neuen Awards Contemporary Roots Album of the Year und Traditional Roots Album of the Year eingeführt, so dass beide Musikrichtungen nicht mehr in Konkurrenz zueinander stehen müssen.

## Übersicht

### Best Roots & Traditional Album - Group (1996–2002)
| Jahr | Sieger                      | Album               | Nominierungen | Ref. |
| ---- | --------------------------- | ------------------- | --- | ---- |
| 1996 | The Irish Descendants       | Gypsies & Lovers    | - Great Big Sea, Up - The Paperboys, Late As Usual - Orealis, Night Visions - The Wyrd Sisters, Inside the Dreaming                                                |      |
| 1997 | Kate & Anna McGarrigle      | Matapédia           | - Blackie and the Rodeo Kings, High or Hurtin‘ - La Bottine Souriante, En Spectacle - Bill Bourne and Shannon Johnson, Victory Train - Rawlins Cross, Living River |      |
| 1998 | The Paperboys               | Molinos             | - Great Big Sea, Play - James Keelaghan and Oscar Lopez, Compadres - Leahy, Leahy - Wyrd Sisters, Raw Voice                                                        |      |
| 1999 | Kate & Anna McGarrigle      | The McGarrigle Hour | - Bourque, Bernard et Lepage, Matapat - Heartbreak Hill, Heartbreak Hill - Puirt a Baroque, Return of the Wanderer - Zubot and Dawson, Strang                      |      |
| 2000 | Blackie and the Rodeo Kings | Kings of Love       | - Barachois, Encore! - La Bottine Souriante, Xième - Great Big Sea, Turn - Scruj MacDuhk, The Road to Canso                                                        |      |
| 2001 | Tri-Continental             | Tri-Continental     | - Barra MacNeils, Racket in the Attic - The Paperboys, Postcards - La Volée d'Castors, VDC - Zubot and Dawson, Tractor Parts: Further Adventures in Strang         |      |
| 2002 | La Bottine Souriante        | Cordial             | - The Brothers Cosmoline, Songs of Work & Freedom - Matapat, Petit fou - Undertakin' Daddies, Post Atomic Hillbilly - The Wyrd Sisters, Sin & Other Salvations     |      |

### Roots & Traditional Album of the Year: Group (2003–2015)
| Jahr | Sieger             | Album                         | Nominierungen | Ref. |
| ---- | ------------------ | ----------------------------- | --- | ---- |
| 2003 | Zubot and Dawson   | Chicken Scratch               | - The Bill Hilly Band, All Day Every Day - The Corb Lund Band, Five Dollar Bill - The Duhks, Your Daughters and Your Sons - John Reischman and the Jaybirds, Field Guide                                                               |      |
| 2004 | Le Vent du Nord    | Maudite Moisson               | - Blackie and the Rodeo Kings, BARK - La Bottine Souriante, J'ai jamais tant ri - Creaking Tree String Quartet, The Creaking Tree String Quartet - Pierre Schryer Band, Blue Drag                                                      |      |
| 2005 | The Wailin’ Jennys | 40 Days                       | - The Bills, Let Em Run - Leahy, In All Things - Nathan, Jimson Weed - La Volée d'Castors, Migration |      |
| 2006 | The Duhks          | The Duhks                     | - Elliott Brood, Ambassador - Genticorum, Malins plaisirs - Great Big Sea, The Hard and the Easy - Sexsmith and Kerr, Destination Unknown                                                                                              |      |
| 2007 | The McDades        | Bloom                         | - Be Good Tanyas, Hello Love - Blackie and the Rodeo Kings, Let's Frolic - The Dukhs, Migrations - The Wailin’ Jennys, Firecracker |      |
| 2008 | Nathan             | Key Principles                | - James Keelaghan and Oscar Lopez, ¿Buddy, Where You Been? - Harry Manx and Kevin Breit, In Good We Trust - Ellen McIlwaine with Cassius Khan, Mystic Bridge - John Reischman and the Jaybirds, Stellar Jays - The Sadies, New Seasons |      |
| 2009 | Chic Gamine        | Chic Gamine                   | - The Duhks, Fast Paced World - Elliott Brood, Mountain Meadows - NQ Arbuckle, XOK - Twilight Hotel, Highway Prayer |      |
| 2010 | The Good Lovelies  | The Good Lovelies             | - Annie Lou, Annie Lou - Great Lake Swimmers, Lost Channels - Madison Violet, No Fool for Trying - Carolyn Mark and NQ Arbuckle, Let's Just Stay Here                                                                                  |      |
| 2011 | Le Vent du Nord    | La part du feu                | - Chic Gamine, City City - Creaking Tree String Quartet, Sundogs - Dala, Girls from the North Country - Dala Live in Concert - The Marigolds, That's the State I'm In                                                                  |      |
| 2012 | The Wailin’ Jennys | Bright Morning Stars          | - The Deep Dark Woods, The Place I Left Behind - The Good Lovelies, Let the Rain Fall - The Once, Row Upon Row of the People They Know - Twilight Hotel, When the Wolves Go Blind                                                      |      |
| 2013 | Elliott Brood      | Days Into Years               | - Great Lake Swimmers, New Wild Everywhere - The Strumbellas, My Father and the Hunter - Le Vent du Nord, Tromper le temps - The Wooden Sky, Every Child a Daughter, Every Moon a Sun                                                  |      |
| 2014 | The Strumbellas    | We Still Move on Dance Floors | - Lee Harvey Osmond, The Folk Sinner - Little Miss Higgins & The Winnipeg Five, Bison Ranch Recording Sessions - The Devin Cuddy Band, Volume One - The Wilderness of Manitoba, Island of Echoes                                       |      |
| 2015 | The Bros. Landreth | Let It Lie                    | - Blackie and the Rodeo Kings, South - The Deep Dark Woods, Jubilee - Elliott Brood, Work and Love - The Once, Departures |      |